# カール・リープクネヒト
カール・リープクネヒト（ドイツ語: Karl Liebknecht, 1871年8月13日 － 1919年1月15日）は、帝国時代から共和国時代初期にかけてのドイツの政治家で共産主義者。ドイツ社会民主党創始者ヴィルヘルム・リープクネヒトの子。フリードリヒ・ルートヴィヒ・ヴァイディヒとは親族関係にあった。

## 生涯
ライプツィヒで生まれ、1890年から1893年にかけてライプツィヒ大学・ベルリン大学で法学や経済学を学び、弁護士となった。社会民主党最左翼に属し、1906年11月28日にマンハイムで行った講演『軍国主義と反軍国主義』を1907年に出版して投獄された。
出獄後1908年にプロイセンの下院議員、次いで1912年に帝国議会議員となる。第一次世界大戦が勃発した1914年、社会民主党の主流に反してただ一人で軍事公債に反対する。社会民主党を脱党して1916年からローザ・ルクセンブルクとともにスパルタクス団を組織し、革命運動を指導した。同じ年、ベルリンのポツダム広場における反戦デモの煽動者として投獄されたが、1918年のドイツ革命勃発によって釈放された。
ロシア革命で成功したボルシェヴィキの考え方に接近し、機関誌『ローテ・ファーネ（赤旗）』 (Die Rote Fahne) などにより宣伝活動を続けた。
1918年11月9日、ベルリンがデモで揺れる中「自由社会主義共和国」の樹立を宣言しようとしたが、シャイデマンなどの社会民主党の主流派が「ドイツ共和国」を宣言し、先を越された。リープクネヒトはシャイデマンの宣言の2時間後の同日午後、ベルリン王宮のバルコニーから「ドイツ社会主義共和国」を宣言した。しかし、支持者は少なかった。
1918年の大晦日にドイツ共産党を創設。1919年1月のスパルタクス団蜂起の際にフライコーアのメンバーらにベルリンで逮捕され、｢逃亡を企てたため」射殺され、遺体は川に投げ捨てられた。実際には、義勇軍リーダーのヴァルデマール・パプストにより処刑されたことが明らかとなっている。

## 著作
- Militarismus und Antimilitarismus,unter besondere Berucksichtigung der internationalen Jugendbewegung 1906
- Klassenkampf gegen den Krieg!　1919年
- Reden und Aufsätze　1921年
- Spartakusbriefe　1921年
- Studien uber die Bewegungsgesetze der gesellsschaftlichen Entwicklung　1922年